# John Hancock
John Hancock (23. januar 1737 (12. januar, 1736 gs) – 8. oktober 1793) var den 3. præsident for Den Første Kontinentale Kongres og den første, der underskrev USA's uafhængighedserklæring.
Når man skal sætte sin "John Hancock", skal man underskrive et dokument. Deraf kommer det amerikanske udtryk "Put your John Hancock!"